# Strade provinciali della provincia di Rovigo
Nella provincia di Rovigo le strade provinciali sono 53 per un totale di 517,675 km. Qui di seguito l'elenco completo:

| Numero | Denominazione                             | Percorso | Lunghezza(km) | Mappa |
| ------ | ----------------------------------------- | --- | ------------- | ----- |
|        | Badia Polesine - Salara                   | Innesto con la S.R. n.88 a Badia Polesine - Trecenta - Innesto con la S.R. n. 6 a Salara                                                   | 18,593        |       |
|        | Lendinara - Ca' Morosini                  | Innesto con la S.R. n. 89 a Lendinara - Alberone - Innesto con la S.P. n. 1 (PD) a Ca' Morosini                                            | 3,055         |       |
|        | Mardimago - San Martino di Venezze        | Mardimago - Innesto con la S.P. n. 92 (PD) a San Martino di Venezze                                                                        | 4,450         |       |
|        | Rovigo - Adria                            | Innesto con la ex S.S. n. 16 a Rovigo - Ceregnano - Baricetta - Adria                                                                      | 21,500        |       |
|        | Borsea - Guarda Veneta                    | Innesto con la ex S.S. n. 16 a Borsea - Pontecchio Polesine - Innesto con la S.P. n. 33 a Guarda Veneta                                    | 8,250         |       |
|        | Taglio di Po - Rivà di Ariano             | Innesto con la S.P. n. 46 a Taglio di Po - Piano - Innesto con la S.S. n. 309 a Rivà di Ariano                                             | 8,020         |       |
|        | Loreo - Porto Viro                        | Innesto con la S.P. n. 45 a Loreo - Pilastro - Donada - Innesto con la S.P. n. 35 a Porto Viro                                             | 1,950         |       |
|        | Castelnovo Bariano - Torretta             | Castelnovo Bariano - Innesto con la S.R. n. 482 a Torretta                                                                                 | 6,820         |       |
|        | Le Catelane - Cascina del Preon           | Innesti con la S.R. n. 482 a Bergantino - Innesto con la S.P. n. 47 (VR) in Località Castello                                              | 1,880         |       |
|        | Calto - Ceneselli                         | Innesto con la S.R. n. 6 a Calto - Innesto con la S.R. n. 482 a Ceneselli                                                                  | 2,000         |       |
|        | Crocetta - Stienta                        | Innesto con la S.S. n. 434 a Crocetta - Canda - Bagnolo di Po - Runzi - Innesto con la S.R. n. 6 a Stienta                                 | 15,644        |       |
|        | Rasa - Canda                              | Innesto con la S.R. n. 88 a Rasa - Canton - Innesto con la S.P. n. 12 a Canda                                                              | 8,328         |       |
|        | Villanova del Ghebbo - Occhiobello        | Innesto con la S.P. n. 49 a Villanova del Ghebbo - Fratta Polesine - Pincara - Fiesso Umbertiano - Innesto con la S.R. n. 6 a Occhiobello  | 18,206        |       |
|        | Lendinara - San Bellino                   | Innesto con la S.R. n. 88 a Lendinara - Treponti - Innesto con la a San Bellino                                                            | 8,300         |       |
|        | Villanova del Ghebbo - Barbona            | Innesto con la S.P. n. 49 a Villanova del Ghebbo - Bornio - Innesto con la S.P. n. 1 (PD) a Lusia                                          | 7,984         |       |
|        | Fiesso Umbertiano - Polesella             | Innesto con la S.P. n. 16 a Fiesso Umbertiano - Crociara - Viezze - Innesto con la S.S. n. 16 a Polesella                                  | 12,650        |       |
|        | Frassinelle - Arquà Polesine              | Innesto con la S.P. n. 23 bis a Frassinelle - Rocca - Innesto con la S.P. n. 24 a Arquà Polesine                                           | 2,720         |       |
|        | Rovigo - Villamarzana                     | Innesto con la ex S.P. n. 16 a Rovigo - Busovecchio - Innesto con la S.P. n. 70 a Villamarzana                                             | 6,690         |       |
|        | Villamarzana - Canaro                     | Innesto con la S.P. n. 23 a Villamarzana - Frassinelle Polesine - Crociara - Canaro - Innesto con la S.S. n. 16 a Paviole                  | 11,030        |       |
|        | Arquà Polesine - Fratta Polesine          | Innesto con la S.S. n. 16 a Arquà Polesine - Villamarzana - Innesto con la S.P. n. a Fratta Polesine                                       | 10,400        |       |
|        | San Bellino - Nogare                      | Innesto con la S.P. n. 17 a San Bellino - Presciane - Canda - Trecenta - Baruchella - Innesto con la S.P. n. 41a a Nogare                  | 15,055        |       |
|        | Bergantino - Correggioli                  | Innesto con la S.P. n. 10 a Bergantino - Innesto con la S.P. n. 25 (MN) a Correggioli                                                      | 8,050         |       |
|        | San Martino di Venezze - Leze             | Innesto con la S.P. n. 3 a San Martino di Venezze - Beverare - Pettorazza Grimani - Innesto con la S.P. n. 3 (PD) a Leze                   | 13,235        |       |
|        | Pettorazza - Ponte Passetto               | Innesto con la S.P. n. 29 a Pettorazza - Innesto con la S.R. n. 516 a Ponte Passetto                                                       | 3,935         |       |
|        | Villadose - Lama Polesine                 | Innesto con la S.P. n. 73 a Villadose - Innesto con la S.P. n. 4 a Lama Polesine                                                           | 4,000         |       |
|        | Curricchi - Polesella                     | Innesto con la S.R. n. 495 a Curricchi - Papozze - Villanova Marchesana - Crespino - Guarda Veneta - Innesto con la S.S. n. 16 a Polesella | 26,976        |       |
|        | Raccordo ponte Ca' Tiepolo - Ca' Venier   | Innesto con la S.P. n. 38 a Ca' Tiepolo - Innesto con la S.P. n. 37 a Ca' Venier                                                           | 2,597         |       |
|        | Ariano di Polesine - Piano di Rivà        | Innesto con la S.R. n. 495 a Ariano nel Polesine - Innesto con la S.S. n. 309 a Piano di Rivà                                              | 7,440         |       |
|        | Porto Viro - Ca' Zuliani                  | Innesto con la S.S. n. 309 a Porto Viro - Ca' Venier - Ca' Zuliani                                                                         | 20,860        |       |
|        | Piano di Rivà - Bonelli                   | Innesto con la S.P. n. 7 a Piano di Rivà - Ca' Tiepolo - Scardovari - Innesto con la S.P. n.38 bis a Bonelli                               | 32,430        |       |
|        | Sacca degli Scardovari                    | Innesto con la S.P. n. 38 a Bonelli - Innesto con la S.P. n. 83 a Cassella                                                                 | 17,800        |       |
|        | Polesella - Ro ferrarese                  | Innesto con la S.S. n. 16 a Polesella - Innesto con la S.P. n. 14 (FE) a Ro                                                                | 1,264         |       |
|        | Cavanella Po - Porto Viro                 | Innesto con la S.P. n. 45 a Cavanella Po - Innesto con la S.P. n. 35 a Porto Viro                                                          | 9,070         |       |
|        | Badia Polesine - Masi                     | Innesto con la S.P. n. 88 a Badia Polesine - Innesto con la S.P. n. 91 (PD) a Masi                                                         | 0,404         |       |
|        | Castelnuovo Bariano - Sermide             | Innesto con la S.R. n. 482 a Castelnuovo Bariano - Innesto con la S.P. n. 91 (MN) a Sermide                                                | 2,002         |       |
|        | Adria - Rosolina                          | Innesto con la S.R. n. 495 ad Adria - Voltascirocco - Loreo - Innesto con la S.S. n. 309 a Rosolina                                        | 14,410        |       |
|        | Corbola - Taglio di Po                    | Innesto con la S.P. n. 87 a Corbola - Innesto con la S.S. n.309 a Taglio di Po                                                             | 12,120        |       |
|        | Rovedicré - Costa - Lendinara             | Innesto con la S.R. n. 88 a Rovedricrè - Costa di Rovigo - Villanova del Ghebbo - Innesto con la S.R. n. 88 a Lendinara                    | 12,740        |       |
|        | San Pietro Polesine - Castelmassa         | Innesto con la S.P. n. 58 a San Pietro Polesine - Innesto con la S.P. n. 43 a Castelmassa                                                  | 5,635         |       |
|        | Fiesso Umbertiano - Santa Maria Maddalena | Innesto con la S.P. n. 16 a Fiesso Umbertiano - Innesto con la SR. n. 6 a Santa Maria Maddalena                                            | 7,410         |       |
|        | Beverare - Villanova Marchesana           | Innesto con la S.P. n. 29 a Beverare - Ca' Emo - Baricetta - Innesto con la S.P. n. 33 a Villanova Marchesana                              | 23,170        |       |
|        | Rivà - Torre                              | Innesto con la S.S. n. 309 a Rivà - Innesto con la S.P. n. 38 a Torre                                                                      | 3,050         |       |
|        | Cao Marina - Porto Levante                | Innesto con la S.S. n. 309 a Cao Marina - Ca' Cappello - Porto Levante                                                                     | 9,790         |       |
|        | Volto - Rosolina mare                     | Innesto con la S.S. n. 309 a Volto - Rosolina Mare                                                                                         | 8,020         |       |
|        | Ca' Vendramin - Bacucco                   | Innesto con la S.P. n. 38 a Ca' Vendramin - Bacucco                                                                                        | 20,410        |       |
|        | Argine sinistro scolo Ceresolo            | Innesto con la ex S.S. n. 16 a Rovigo Innesto con via dei Mille presso Mardimago                                                           | 3,620         |       |
|        | Costa - Villamarzana                      | Innesto con la S.P. n. 49 a Costa di Rovigo - Innesto con la S.P. n. 23 bis a Villamarzana                                                 | 3,250         |       |
|        | Pincara - Polesella                       | Innesto con la S.P. n. 16 a Pincara - Chiesa - Innesto con la S.P. n. 21 a Polesella                                                       | 11,570        |       |
|        | Curricchi - Cavanella Po                  | Innesto con la S.P. n. 33 a Curricchi - Innesto con la S.P. n. 41 a Cavanella Po                                                           | 7,235         |       |
|        | Ca' Tiepolo - Santa Giulia                | Innesto con la S.P. n. 38 a Ca' Tiepolo - Donzella - Ca' Mora - Cassella - Santa Giulia                                                    | 14,300        |       |
|        | Ca' Zuliani - Pila - Barbamarco           | Innesto con la S.P. n. 37 a Ca' Zuliani - Pila - Barbamarco                                                                                | 6,990         |       |
|        | Strada di accesso ponte sul Po Ficarolo   | Innesto con la S.R. n. 6 a Ficarolo - Innesto con la S.P. n. 18 (FE)                                                                       | 2,457         |       |
|        | Corbola - Ariano Polesine                 | Innesto con la S.P. n. 7 a Corbola - Crociara - Innesto con ka S.R. n. 495 a Ariano nel Polesine                                           | 7,910         |       |